# Zapoliarni
Zapoliarni (en rus Заполярный) és una ciutat de l'óblast de Múrmansk, a Rússia. Es troba a la península de Kola, a 11 km de la frontera amb Noruega, a 23 km al sud-est de Níkel, a 103 km al nord-oest de Múrmansk i a 1.559 km al nord-oest de Moscou.
La regió on es troba Zapoliarni estigué sota sobirania finlandesa del 1920 al 1944. El 1956 una localitat fou creada amb el nom de Jdànovsk en el marc de l'explotació de jaciments de coure i níquel. Rebé l'estatus d'entitat urbana el 1957 i el de ciutat el 1963, quan prengué el nom de Zapoliarni. L'entitat urbana de Gorni fou annexionada a Zapoliarni el 30 de març de 1967.